# Neues Kurhaus
Het Neues Kurhaus is een historisch kuurgebouw in de Duitse stad Aken, gelegen in de Stadtgarten Aachen aan de rand van het historische stadscentrum. Het werd in 1914 ontworpen in een combinatie van neoclassicisme en neobarok. Het gebouw is sinds 1983 een beschermd monument (Baudenkmal).

## Geschiedenis
De stad Aken is vanwege de vele thermale bronnen al sinds de oudheid een bad- en kuuroord van betekenis. De Romeinen gebruikten de warmwaterbronnen al bij de bouw van hun thermen. De keuze van Karel de Grote om zijn hoofdresidentie in Aken te vestigen zou zijn ingegeven door de aanwezigheid van de bronnen. Aan het einde van de zeventiende eeuw werd Aken een modieus kuuroord dat door tal van gekroonde hoofden en beroemdheden werd bezocht. De in 1827 geopende Elisenbrunnen gaf een nieuwe stimulans aan het kuurtoerisme.
Vanaf de tweede helft van de negentiende eeuw had het kuurleven in Aken steeds meer te lijden van de toenemende industrie. De stedelijke kuuroorden waren verspreid over het stadscentrum en bevonden zich vaak in de directe omgeving van fabrieksgebouwen. Het gevolg was een terugloop in het aantal kuurgasten, vooral onder de welgestelde clientèle. Aan het begin van de twintigste eeuw zocht de stad naar manieren om de kuursector nieuw leven in te blazen. Besloten werd om een nieuw kuuroord te bouwen vlakbij het stadscentrum, op de plaats van de voormalige Spitalsgarten. Sinds 1855 was op deze plek het Maria-Hilf-Spital gevestigd, een van de modernste ziekenhuizen in Aken met 386 bedden. Eind 1913 werd het ziekenhuis verplaatst naar het Josefinum aan de Goethestrasse. Van 1 februari 1914 tot 1 april 1914 werden de ziekenhuisgebouwen gesloopt om plaats te maken voor een nieuw spacomplex, waaronder een nieuw Kurhaus.
De stad Aken verpachtte het terrein aan de Monheimsallee aan de in 1914 opgerichte naamloze vennootschap Aktiengesellschaft für Kur- und Badebetrieb der Stadt Aachen. Het ontwerp voor het nieuwe kuuroord werd gemaakt door de Münchense architect en aannemer Karl Stöhr, die bij de uitwerking van de ontwerpen werd bijgestaan door de bekende architect, stedenbouwkundige en hoogleraar Theodor Fischer. De naam Neues Kurhaus werd gekozen vanwege de aanwezigheid van oudere kuurinstellingen in Aken.
Het nieuwe spacomplex (Kuranlagen) omvatte:
- het Palasthotel Quellenhof;
- het Kurmittelhaus of Badehaus, een kuurcentrum;
- de Wandelhalle, een wandelpromenade met drinkfonteinen. De zuilengang werd tijdens de Tweede Wereldoorlog verwoest en niet meer herbouwd. In de jaren zeventig werd op deze plek het congres- en evenementencentrum Eurogress Aachen gebouwd, dat op 4 september 1977 werd geopend;
- het Neues Kurhaus, de nieuwe kursaal als ontspannings- en ontmoetingsruimte;
- de Kurgarten, de deels nieuw aangelegde tuinen ter plaatse van de Spitalgarten.

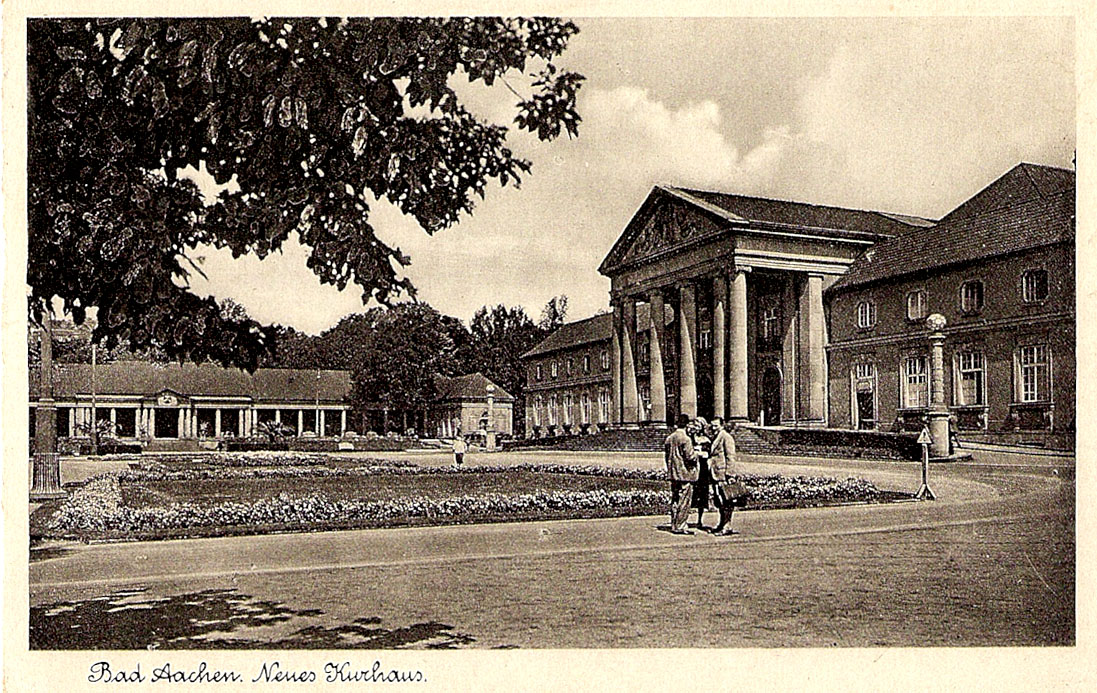
Ansichtkaart uit de jaren 1920/30 met Wandelhalle (links) en Neues Kurhaus

De opening van het kuuroord stond gepland voor 1 mei 1915, als onderdeel van de honderdste verjaardag van de toetreding van Aken en de Rijnprovincie tot Pruisen. Door het uitbreken van de Eerste Wereldoorlog en het daarmee gepaard gaande tekorten aan bouwmateriaal en arbeidskrachten liep de voltooiing meer dan een jaar vertraging op, waardoor het Nieuwe Kurhaus pas op 8 juni 1916 kon worden geopend. Het nieuw gebouwde Kurhaus beschikte over twee concertzalen, waarvan de grootste plaats bood aan 850 bezoekers. Daarnaast beschikte het gebouw over leessalons, rooksalons, ontmoetings- en ontspanningsruimtes en twee damessalons. De gastronomische voorzieningen omvatten een eetzaal, verschillende koffie-/theesalons annex konditoreien, een wijnsalon en een twee verdiepingen hoog, elektrisch verlicht wijn- en bierterras met een concertpodium.
Tijdens de Tweede Wereldoorlog raakte het gebouw zwaar beschadigd. Het Kurmittelhaus en de Wandelhalle werden niet meer herbouwd. Het Neues Kurhaus werd gerestaureerd heropende zijn deuren op 5 februari 1953 met een carnavalszitting. Ook in de jaren daarna vonden er concerten en carnavalsevenementen plaats, onder andere van de bekende Orden wider den tierischen Ernst.
In 1976 namen het nieuw opgerichte casino Spielbank Aachen en de discotheek Club Zero hun intrek in het Neues Kurhaus. Toen na enkele tientallen jaren duidelijk werd dat het gebouw grondig gerenoveerd moest worden, verhuisde het casino op 11 juni 2015 naar het Tivoli-stadion in de buitenwijk Laurensberg. Aanvankelijk was het de bedoeling dat de verhuizing tijdelijk zou zijn totdat de renovatie van het Neues Kurhaus voltooid was. In afwachting van de renovatie zou het Nieuwe Kurhaus tijdelijk gebruikt worden als opvanglocatie voor vluchtelingen. Er werden douches en toiletten geïnstalleerd en veldbedden neergezet, maar deze bleken uiteindelijk niet nodig. Vervolgens onderhandelde de gemeente Aken met verschillende potentiële gebruikers, waaronder de variététheaterexploitant GOP en het bedrijf EXPLORADO, dat in de rechtervleugel een multimedia-installatie met een kopie van het plafondfresco van de Sixtijnse Kapel wilde vestigen, terwijl de Spielbank Aachen in de linkervleugel zou terugkeren.
In 2018 werd duidelijk dat de renovatiekosten op ongeveer 50 miljoen euro zouden uitvallen, aanzienlijk hoger dan de aanvankelijk geraamde 20 miljoen. Als gevolg hiervan werden de onderhandelingen met potentiële gebruikers voorlopig beëindigd en werd het casino ontheven van de verplichting om na de renovatie terug te verhuizen naar het Nieuwe Kurhaus. Daarna richtte de gemeente Aken zich op een plan waarbij het naastgelegen congrescentrum Eurogress Aachen het grootste deel van de ruimte zou gaan gebruiken. In 2020 ging de grootscheepse restauratie van start. De oplevering wordt verwacht in 2025.
Historische afbeeldingen Wandelhalle en Neues Kurhaus

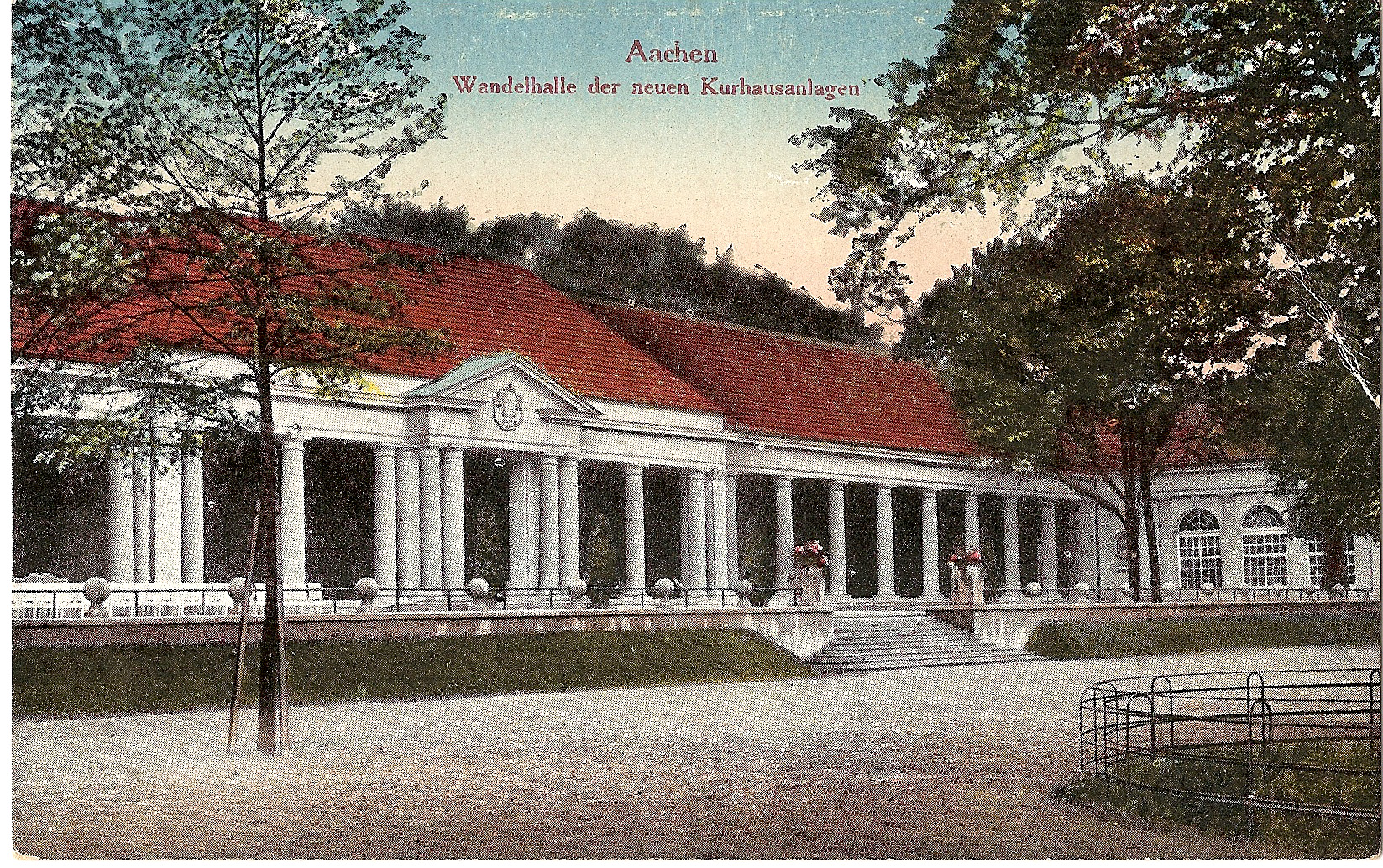
Wandelhalle
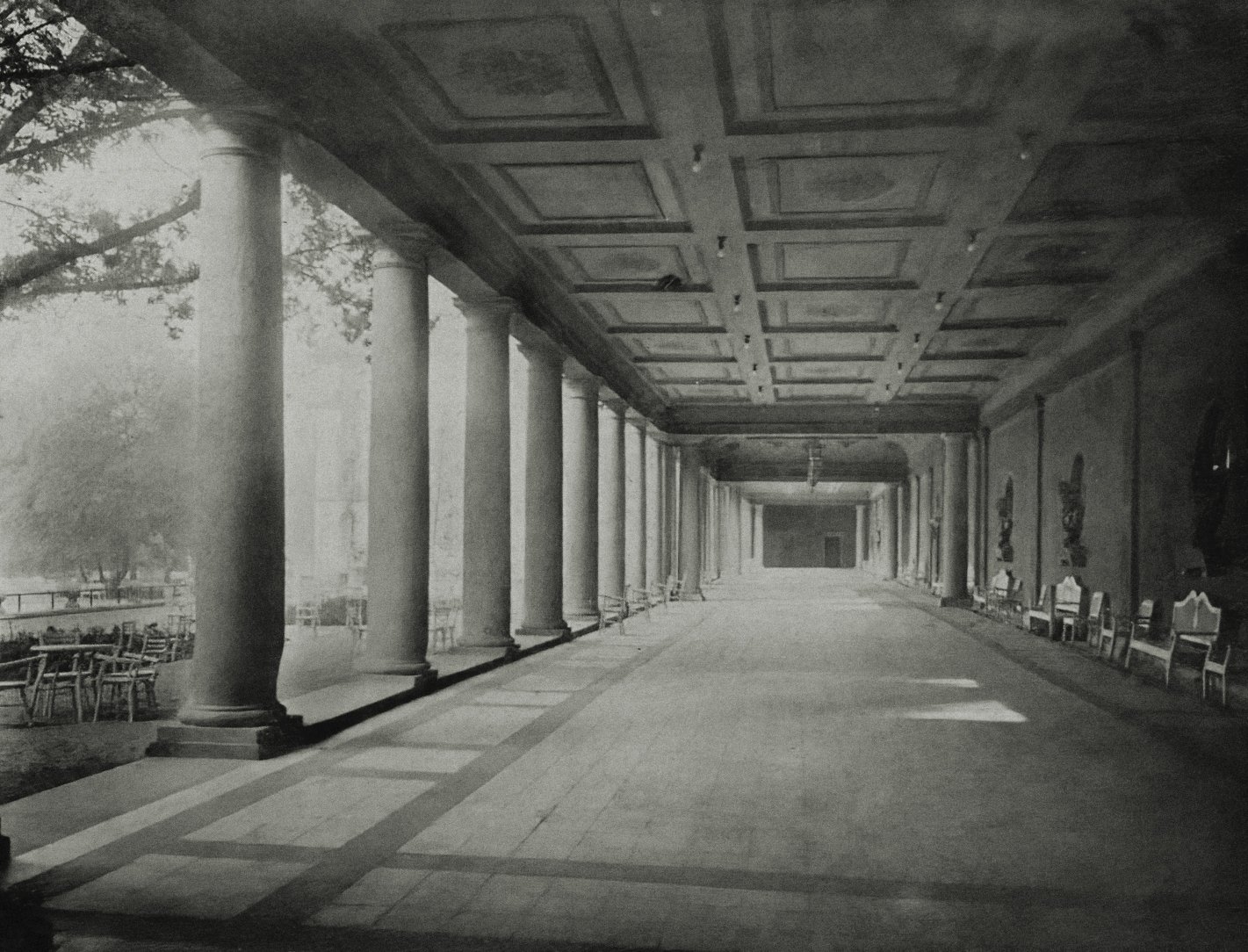
Wandelhalle, interieur
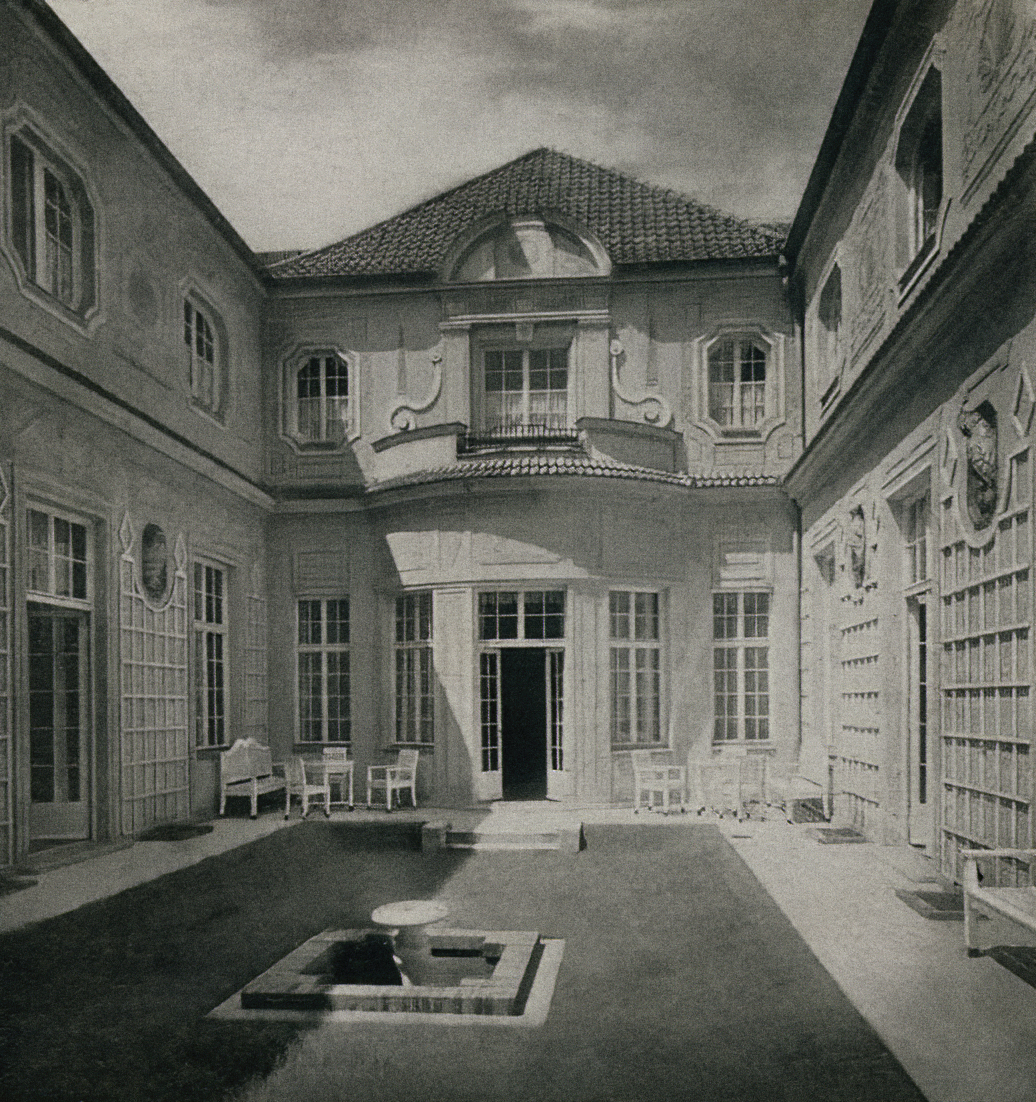
Neues Kurhaus, hofzijde
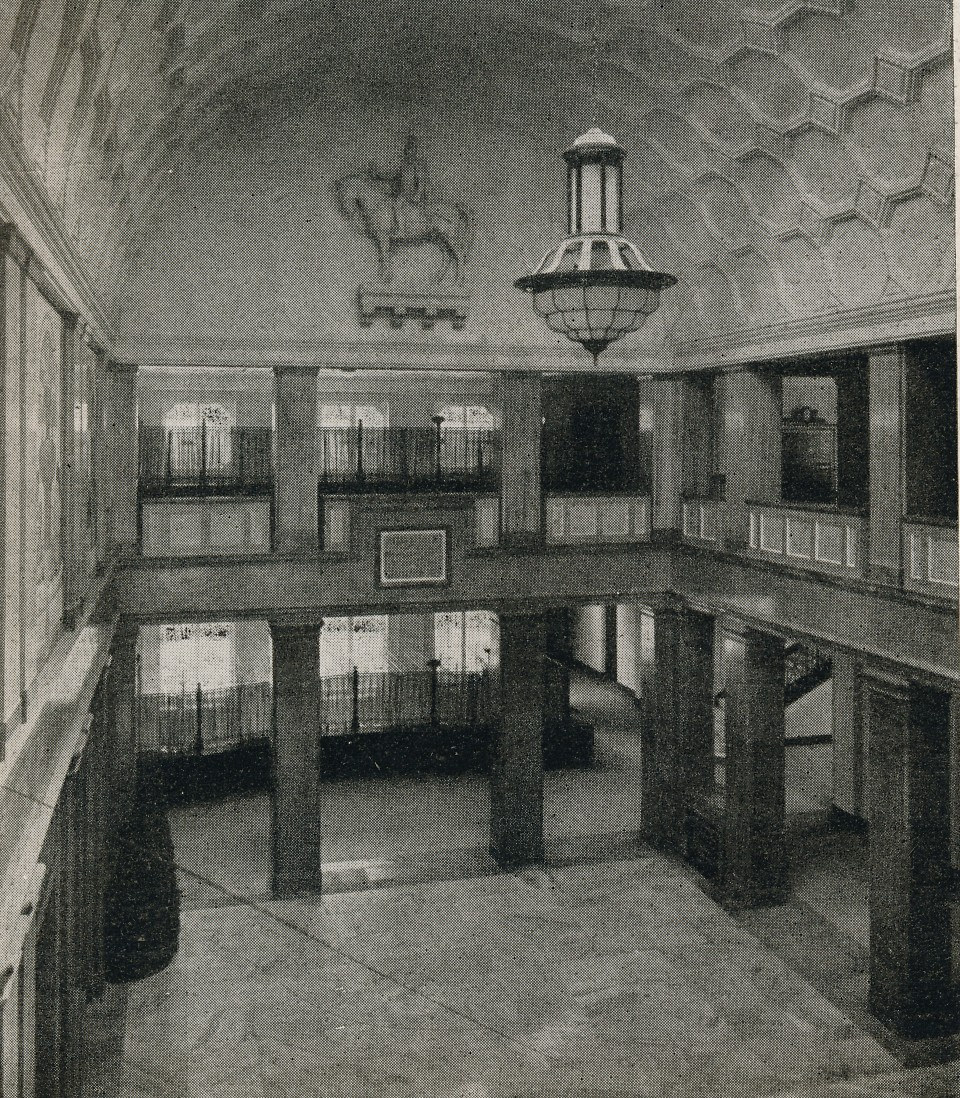
Idem, entreehal
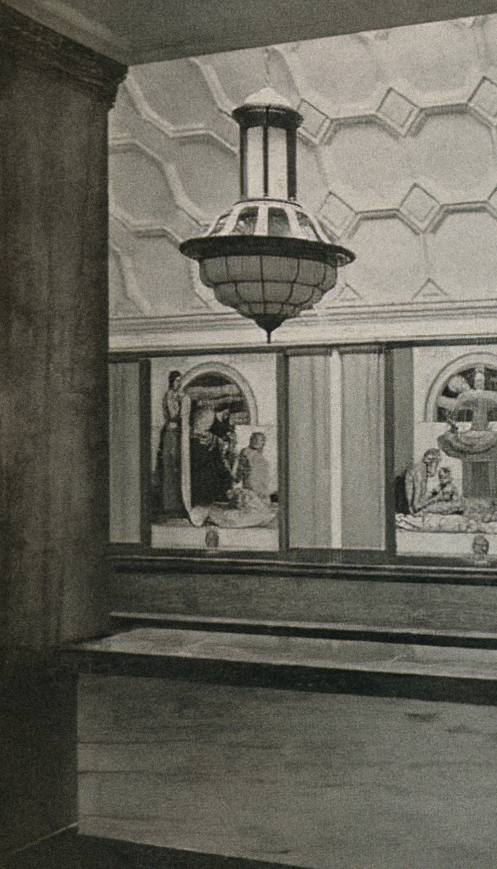
Idem, detail
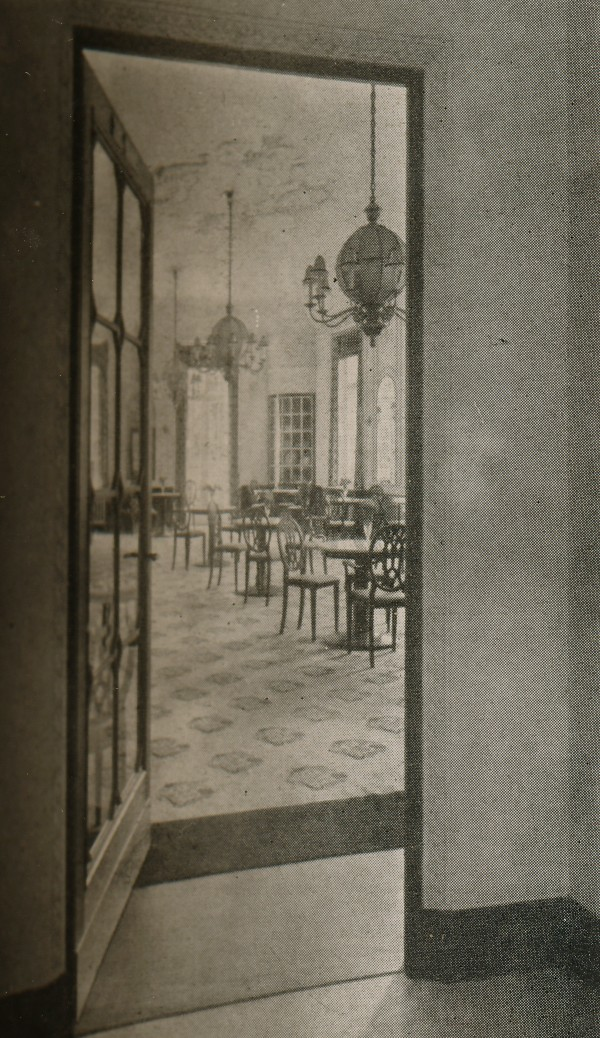
Theesalon
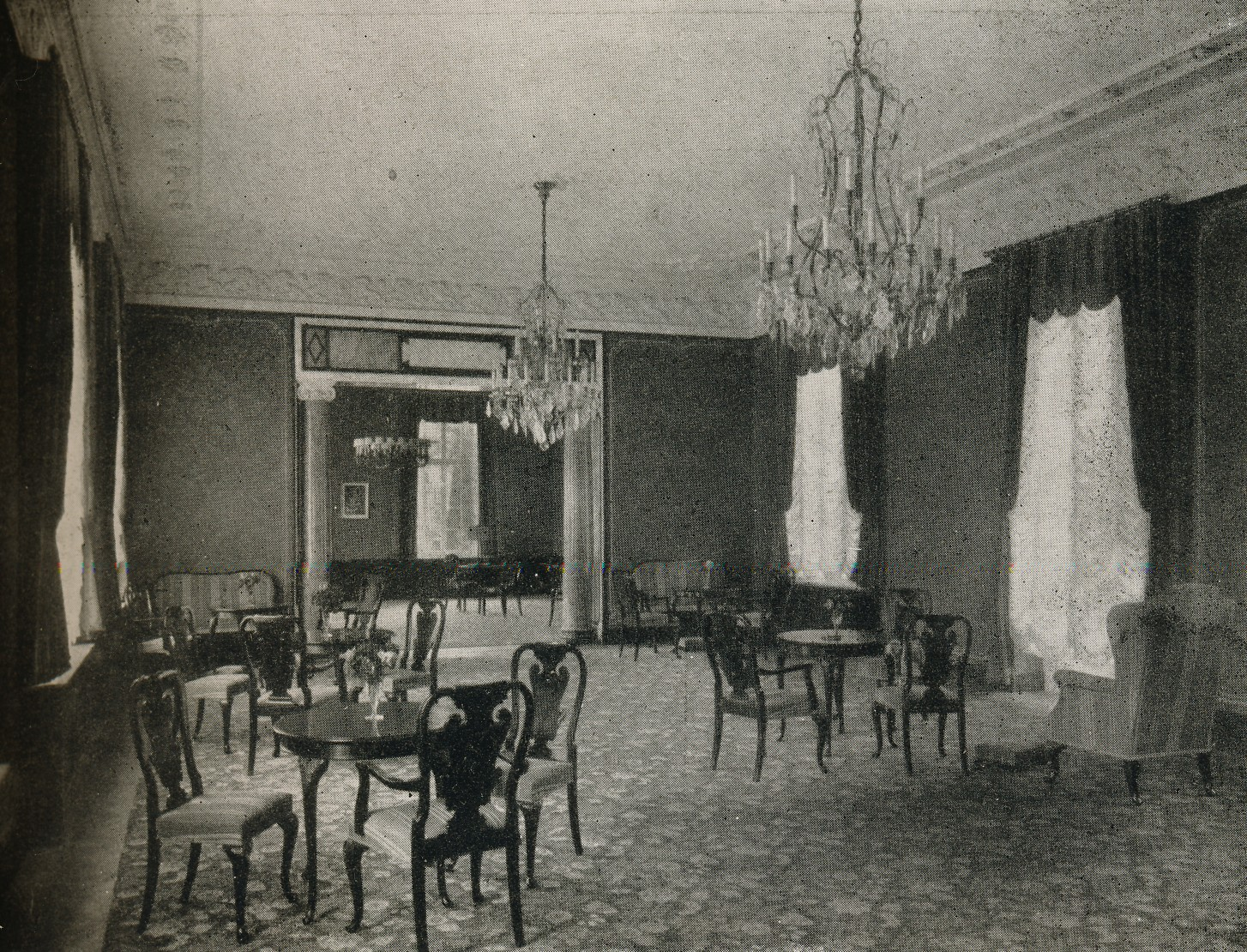
Conversatiezaal

## Architectuur
Het Neues Kurhaus is door de architecten Karl Stöhr en Theodor Fischer vormgegeven in een eclectische bouwstijl, waarbij het neoclassicistische middendeel en de neobarokke zijvleugels het meest in het oog springen.

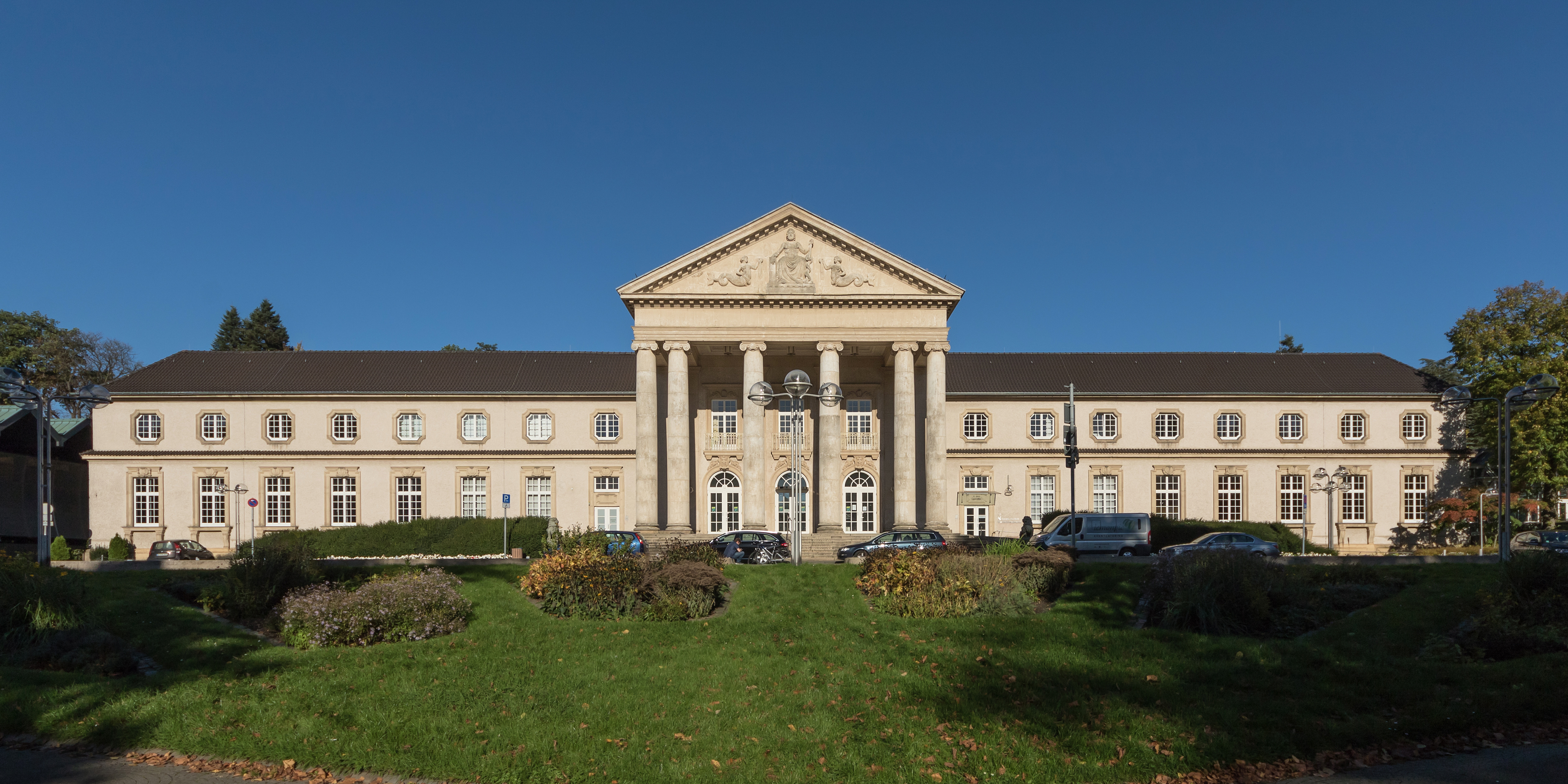
Voorgevel, overzicht (2017)

Het betreft een gebouw van twee verdiepingen op een kruisvormige plattegrond, waarvan de linker- en rechtervleugel zijn gegroepeerd rondom binnenhoven. De voorgevel (zuidgevel) wordt gedomineerd door een centraal geplaatst neoclassicistisch portico met een zuilengalerij. De colonnade bestaat uit een rij van zes Ionische zuilen, waarvan de voluutkapitelen zijn versierd met de gebruikelijke voluten, aangevuld met schelpmotieven. De vier middelste zuilen staan op regelmatige afstand van elkaar; de buitenste zuilen staan dichter bij elkaar. Het fronton van de portico bevat gebeeldhouwde reliëfs van een tronende Asklepios, de Griekse god van de geneeskunde, te herkennen aan de esculaap, en geflankeerd door twee Nereïden, zeemeerminnen die water uit een schelp laten stromen. Fischer koos voor deze thema's vanwege de vermeende heilzame werking van het Akense bronwater.
Vanuit de Kurgarten bereikt men de hoofdingang via een trap met elf treden en twee rolstoelhellingen. De entreepartij achter de colonnade bestaat uit een drietal rondbogige, dubbele Franse deuren. Daarboven bevinden zich rechthoekige vensters met Franse balkons. De deur- en vensteromlijstingen zijn rijk versierd met menselijke figuren, maskers en bladmotieven. De zijvleugels grenzend aan de portico hebben elk acht vensterassen, waarbij de bovenverdieping met kleine achthoekige ramen aanzienlijk lager is dan de begane grond. De deur- en vensteromlijstingen zijn ook hier rijk versierd, vooral op de begane grond met korenaren-, vogel- en vismotieven.
De zijvleugels van het gebouw zijn gebouwd rondom twee binnenplaatsen. Beide binnenplaatsen zijn bij een verbouwing overdekt. Vermoedelijk blijft dat na de verbouwing zo. Op oude foto's is te zien dat de binnenplaatsen rondom waren voorzien van treillages voor klimplanten. Rondom een gazon met een vijver bevonden zich terrassen.
Achter de portico bevindt zich een grote entreehal die overgaat in een grote zaal eindigend in een halfronde apsis. Niet duidelijk is in hoeverre het oorspronkelijke interieur hersteld kan worden tijdens de in 2020 begonnen restauratie. Foto's uit de jaren 1920 tonen in de entreehal een hoog opgaand tongewelf voorzien van cassettedecoraties. Aan de platte uiteinden van het gewelf waren ruiterstandbeelden van Karel de Grote en Wilhelm II bevestigd. De hal was aan de lange zijden voorzien van schilderijengalerijen, ingericht door kunstenaars van de Kunstverein für die Rheinlande und Westfalen. De aansluitende grote zaal, voorheen de concert- en balzaal, telde 850 zitplaatsen, inclusief balkonplaatsen. Na de verbouwing zijn dat er vermoedelijk 628, waarvan 208 op het balkon.

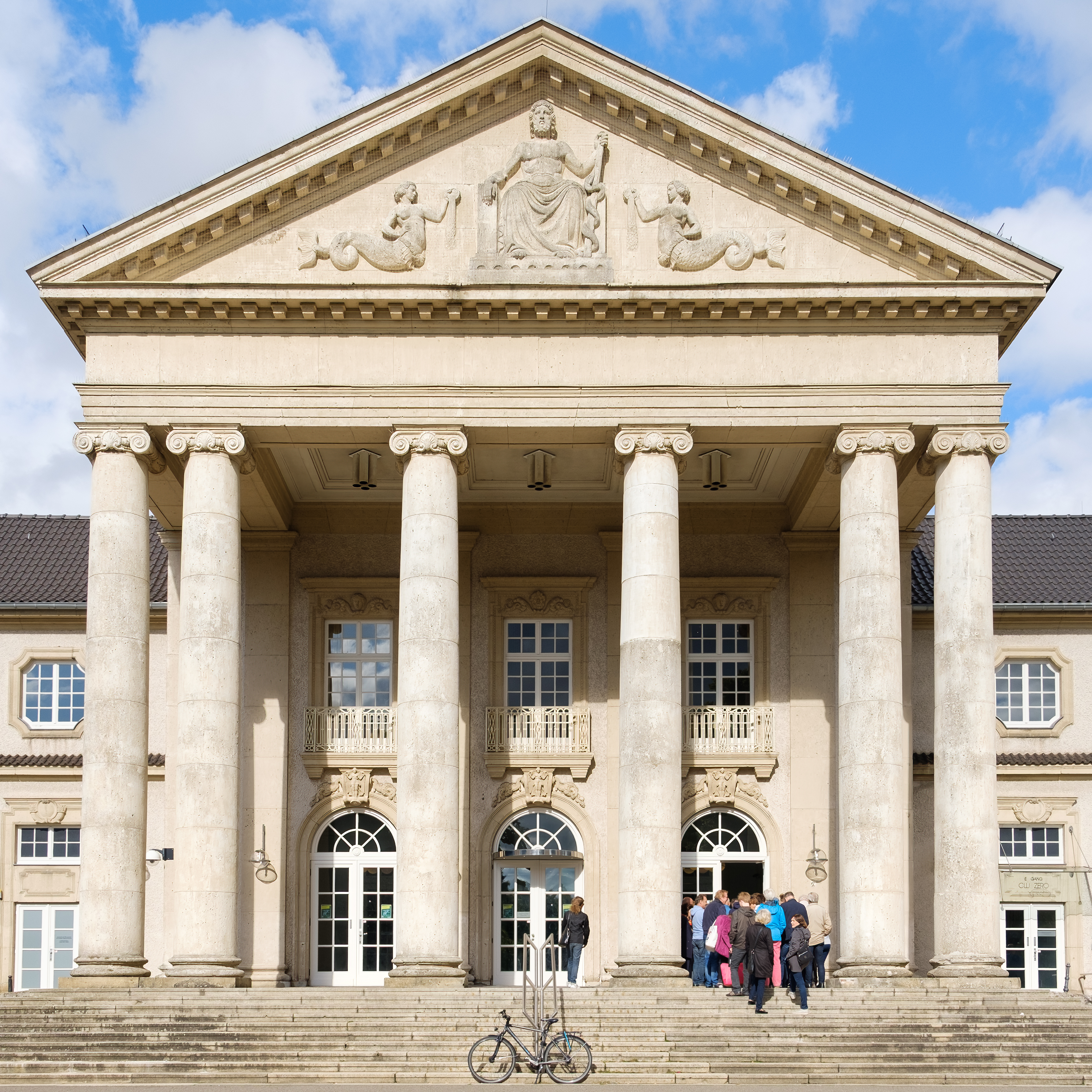
Detail voorgevel, portico
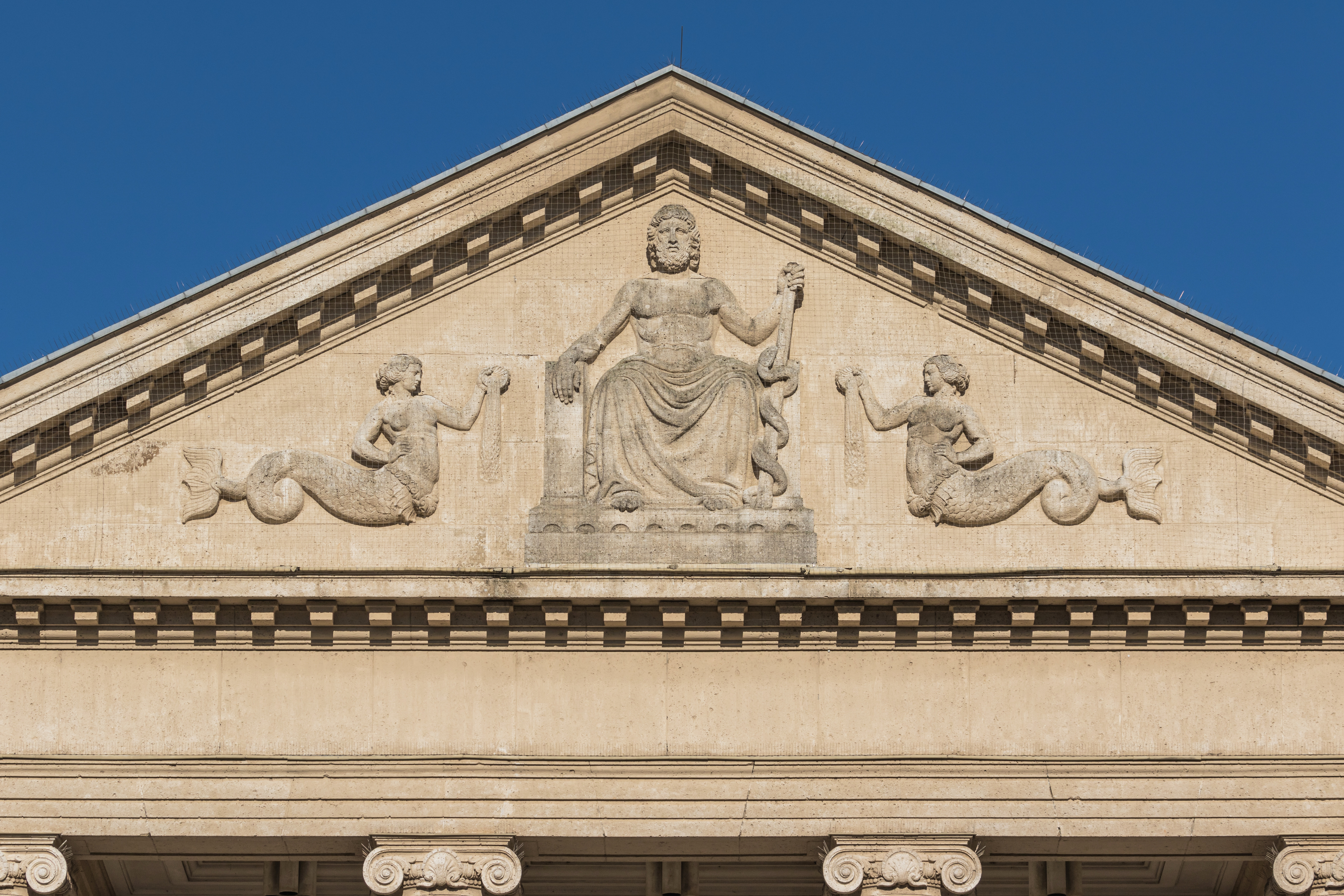
Gebeeldhouwd fronton
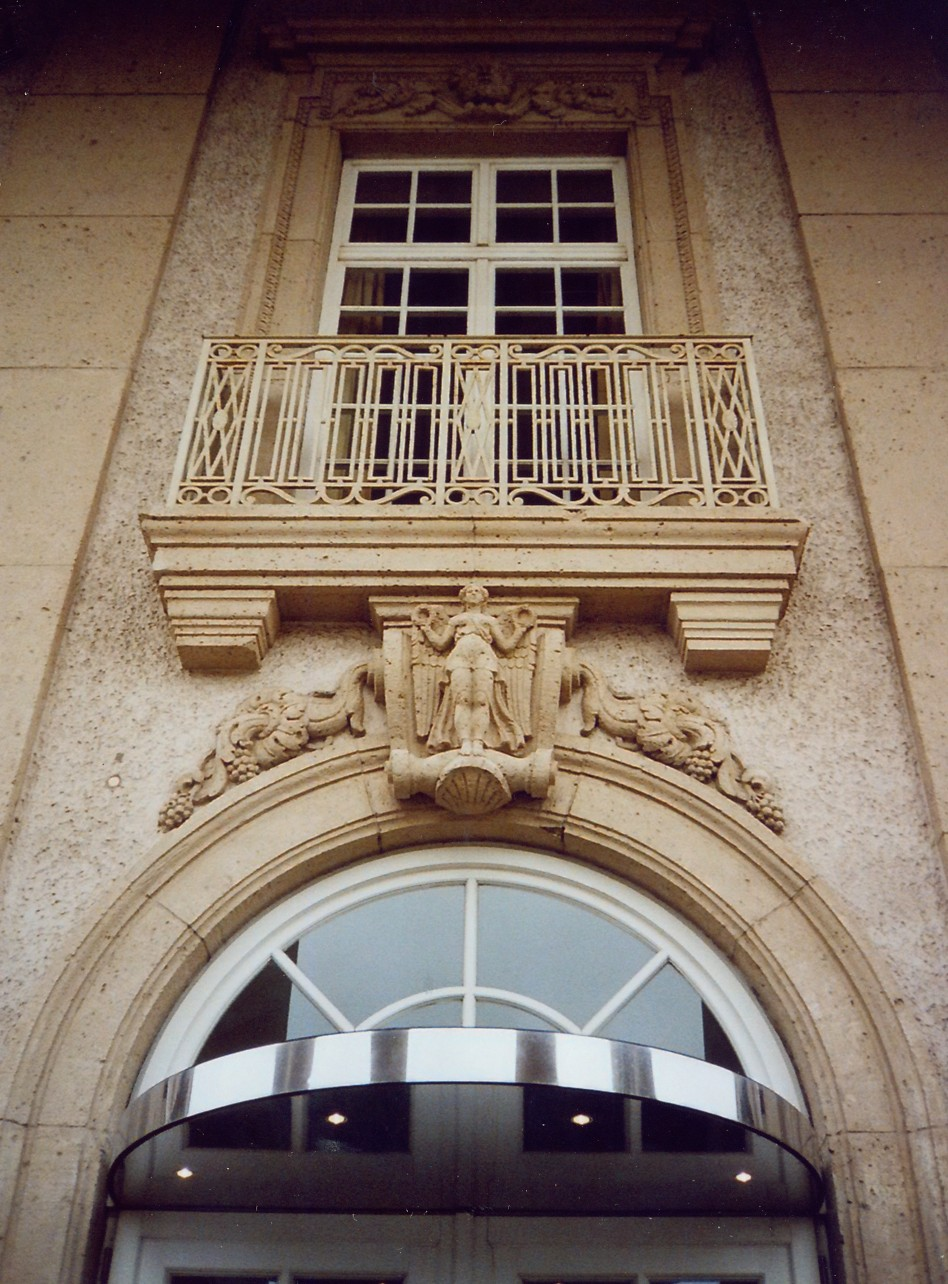
Detail entree
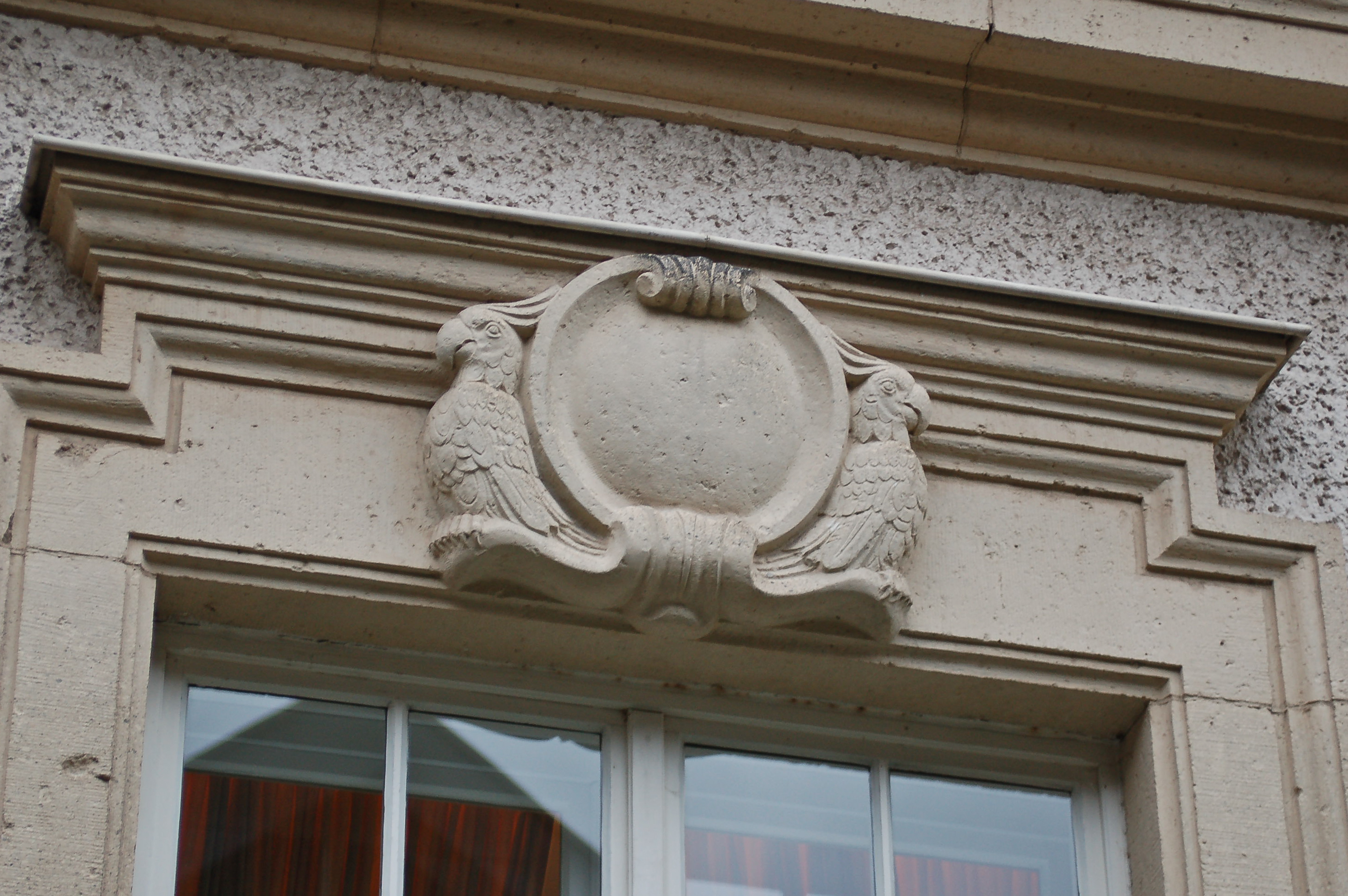
Detail vensteromlijsting
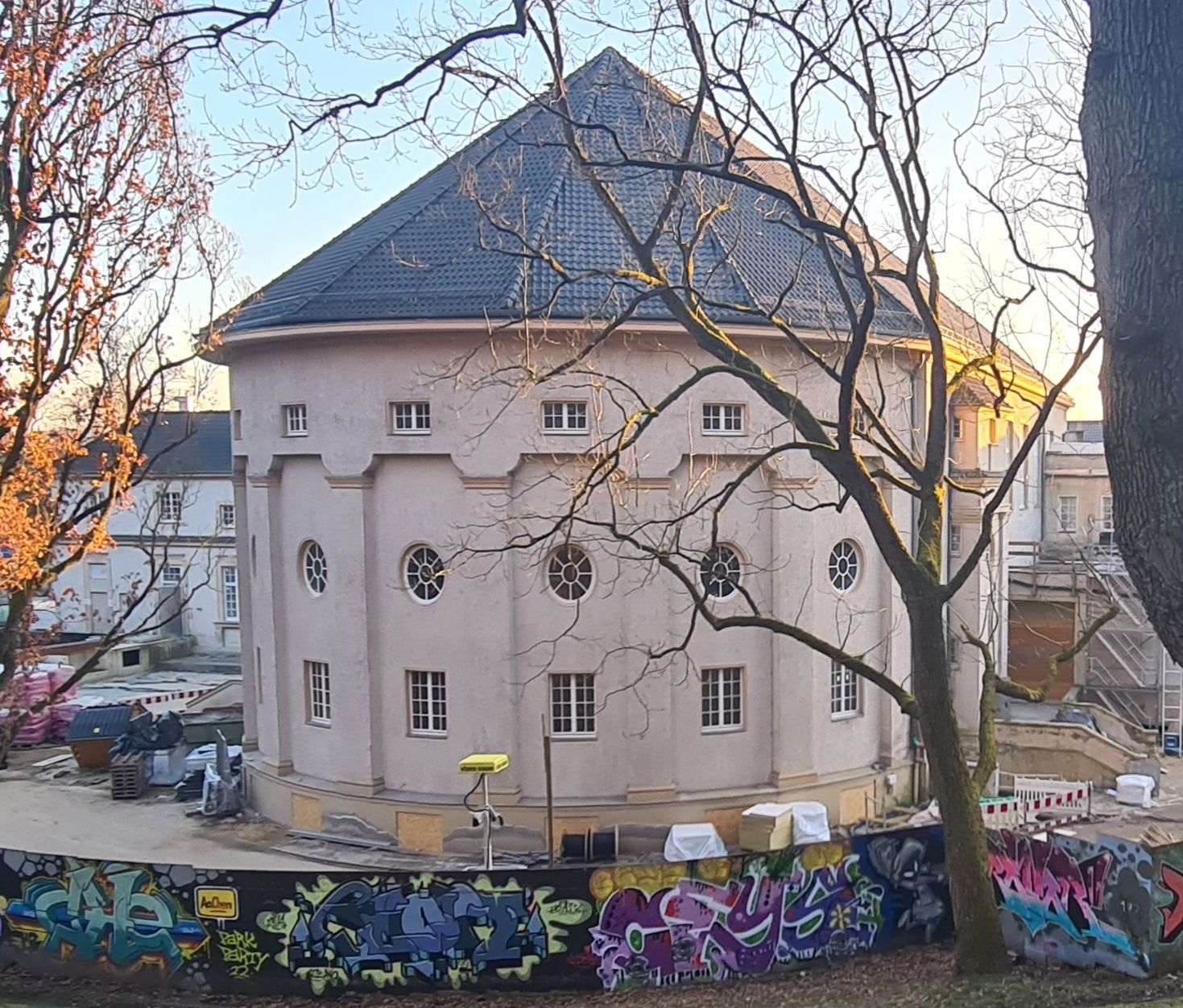
'Apsis', vanuit de Stadtgarten
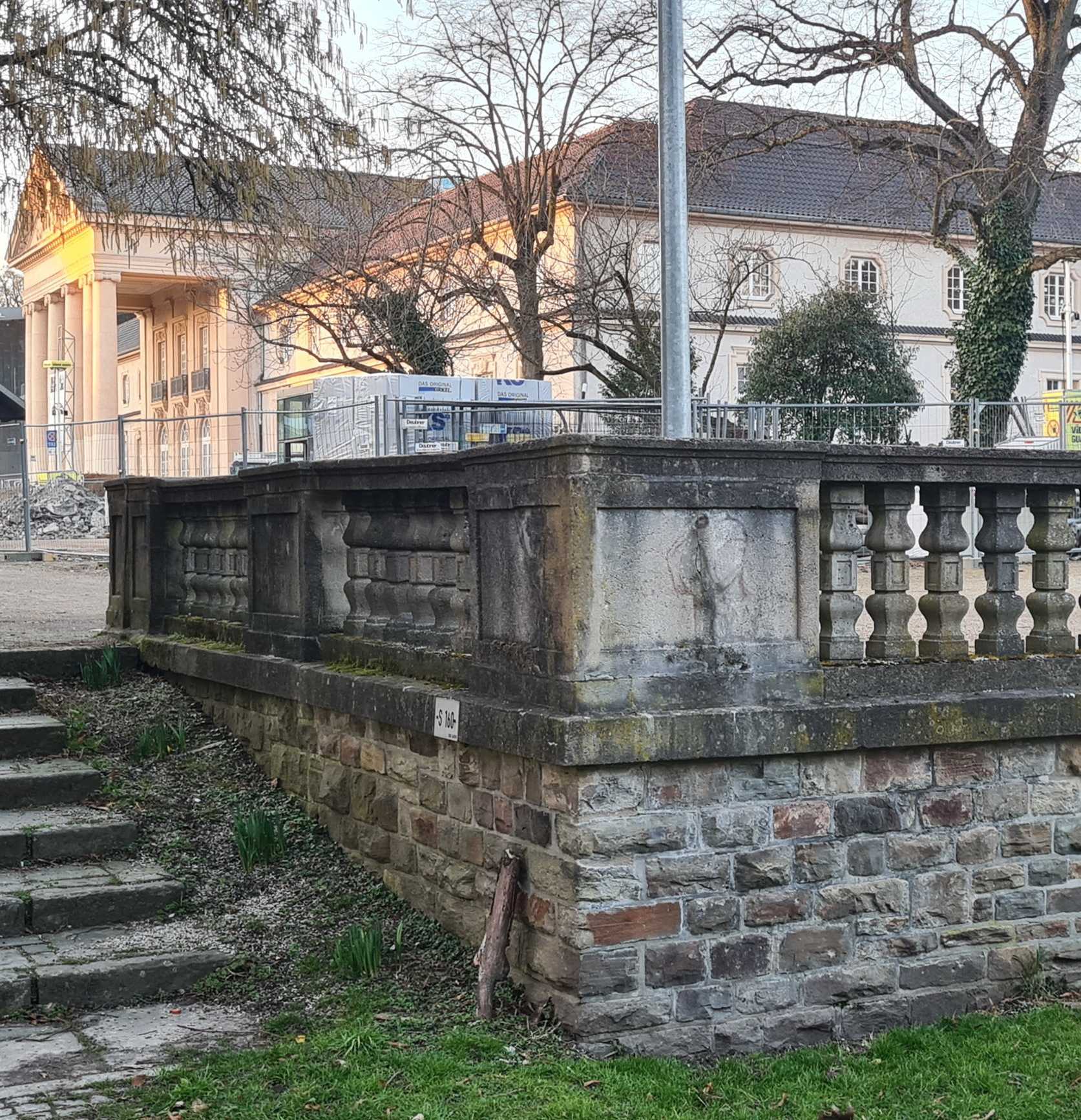
Ballustrade Kurgarten
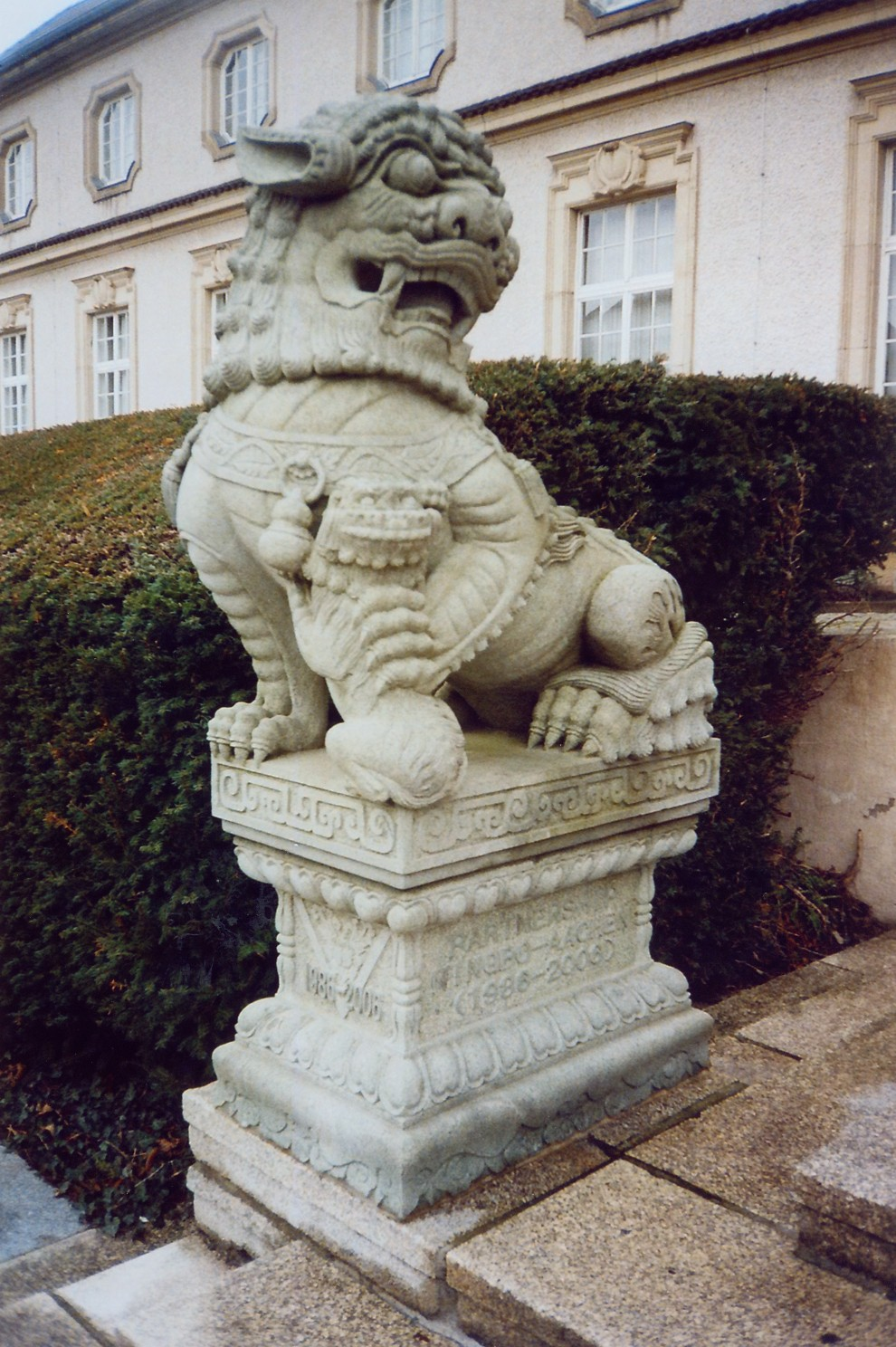
Ningbo

## Varia
- Vanaf 1936 tot 2000 werd het 47 °C warme thermale water voor het Badehaus en de Wandelhalle van de Quellenhof aangevoerd via een ondergrondse leiding vanaf de Rosenquelle in de Komphausbadstraße in het centrum van Aken. Vanaf 2001 levert de Rosenquelle mineraalwater aan de Carolusthermen.
- Voor het gebruik van het Kurpark en de spafaciliteiten gold een toeslag. Het kuurpark werd van het stadspark gescheiden door een hek. Toegangsgelden en toeristenbelasting werden geïnd bij kleine loketten bij de ingangen van het park.